# 邊緣行動
《邊緣行動》是芝村裕吏所作的日本輕小說作品，2013年4月開始在星海社《星海社FICTIONS》連載，插圖由靜間良紀繪畫，2013年11月14日全5冊完結。短篇集（F）、外傳（空白的一年）亦已推出。2016年11月開始刊行續篇小說《邊緣行動改》。
改編漫畫在講談社《月刊Afternoon》連載，從2013年4月開始，至2021年1月結束。由作畫。

## 登場角色
新田良太
日本秋田縣出身的男性。初登場時30歲。本來打算從事遊戲開發者行業而就讀專業學校，但畢業後找不到想要的工作而當起了尼特族，之後實在受不了這樣的生活時才出來找工作，但工作後一段時間公司卻突然無預警倒閉，失業後無意間發現了外資軍事企業PMSCs正在徵才，並在求職後錄取該公司。由於有著優秀的記憶力和玩戰略遊戲的天份與經驗，使他在戰術指揮上的才能被發掘出來。之後受PMSCs指派來到塔吉克共和國的美軍基地。
本來以為自己的工作就像是在玩電子遊戲一樣的輕鬆，但發覺自己其實真的在指揮真實的傭兵部隊執行掃蕩任務、且讓行動中的非戰鬥人員的村民被殺害而大受衝擊，並對自己的指揮造成部隊成員與非戰鬥人員死傷之事有了深刻的認知與罪惡感。
在離開PMSCs後帶領少年兵流轉於亞洲地區以獨立傭兵集團為業，並希望打造出一個可以讓這些孩子不再上戰場的家園。
明明不在現場，卻對現況瞭若指掌的非凡指揮，知曉他的人以從天空俯瞰地面的「鷲」來稱呼他，之後因率領少年兵受到傭兵企業的注目，得到了「遣童使」這樣的稱呼。
基本上沒有戀愛經驗，所以對加百列和基妮的好意，當成是女兒對父親的感情。
奧馬爾
新田就職公司承包商PMSCs下的傭兵。美國人，曾為美軍軍人。擔任童兵部隊的現場指揮官，並多次在新田的指揮下作戰。對童兵被公司當成消耗品這點很不滿，因此對新田追求己方無損完成任務的指揮命令十分敬佩。之後兩人也成為好友，並在新田離開公司後跟隨他一起行動。
蘇菲
喜歡妖精而把自己耳朵手術改成妖精的尖耳，因而被吃醋的加百列稱為「壞妖精」。喜歡日本動漫，從訓練開始就對日本人的新田有興趣，曾要新田有機會帶她去秋葉原玩。
在新田親自到基地附近的村子拜訪遭遇狙擊手埋伏時擔任戰術指揮員，考量新田的行動力與安全而下達了原地待命的指令並派出援軍。之後在基地被全面攻擊時，與上司一同接受了新田的情報分析遠端指揮而活命。後續來到日本生活，以為新田喪命而戴著黑紗服喪，期間也以十字弓進行了訓練而達到加百列認可的程度。僧兵團事件後向PMSCs辭職，加入新田一行。
於泰國篇中擔任新田的保鑣時射殺了敵對目標因此受到精神打擊而休養，卻在此時遭到岸本的綁架與暴行，身心嚴重受創，被救出後一度患有失語症，新田因此將她安置在泰國的醫院中療養。
之後在負責保護她的梶田鼓勵下慢慢恢復，並於第一部結束時表示有回歸的想法。

### 童兵部隊
加百列
塔吉克山村出身的少女，最初的24人之一。新田就職公司承包商下的童兵，新田曾說過年齡相差17歲，可得知約是14歲左右，相當於日本的中學生。是新田配屬基地最近村落的村長孫女，出於政治上的理由，許多從這個村的兒童都交給PMSCs當作少年兵使用，配屬到奧馬爾的戰術單位P底下。根據傳統，這些與美國接觸的孩子是村子的汙點，會將其當作已被放逐。加百列的父親曾詢問新田是否願意娶自己女兒，卻不了了之，最後則作為新田戰術單位P的「孩子」交給了他。在那之後成為孩子們的隊長，並時刻與新田在一起，雖稱是護衛工作，實際上卻是不想從新田身邊離開。
非常喜歡新田，但因為對方的遲鈍，這份感情離開花結果還十分遙遠。容易吃醋，光是新田和其他女性說話就會不高興，進入日本時，包含加百列在內的24位孩子，使用的是阿富汗的偽造護照。
金妮
塔吉克斯坦少女，當初24位孩子之一。曾經跟新田說過：「等你(跟加百列)結婚的時候，請把我娶回去當第二夫人哦」

### 其他人物
本名李世蘭。

## 出版書籍

### 輕小說
| 集數               | 星海社           | 星海社                 |
| 集數               | 發售日期         | ISBN                   |
| 本篇《邊緣行動》   | 本篇《邊緣行動》 | 本篇《邊緣行動》       |
| ------------------ | ---------------- | ---------------------- |
| 1                  | 2012年2月15日    | ISBN 978-4-06-138823-9 |
| 2                  | 2012年9月13日    | ISBN 978-4-06-138839-0 |
| 3                  | 2013年2月14日    | ISBN 978-4-06-138854-3 |
| 4                  | 2013年6月13日    | ISBN 978-4-06-138863-5 |
| 5                  | 2013年11月14日   | ISBN 978-4-06-138883-3 |
| 短篇集《F》        |                  |                        |
| F                  | 2014年6月13日    | ISBN 978-4-06-138898-7 |
| F2                 | 2015年3月12日    | ISBN 978-4-06-139915-0 |
| 外傳《空白的一年》 |                  |                        |
| 上                 | 2015年9月16日    | ISBN 978-4-06-139923-5 |
| 下                 | 2016年3月15日    | ISBN 978-4-06-139938-9 |
| 續篇《邊緣行動改》 |                  |                        |
| 1                  | 2016年11月15日   | ISBN 978-4-06-139955-6 |
| 2                  | 2017年6月16日    | ISBN 978-4-06-139971-6 |
| 3                  | 2017年12月16日   | ISBN 978-4-06-511003-4 |
| 4                  | 2018年4月15日    | ISBN 978-4-06-511583-1 |
| 5                  | 2018年9月16日    | ISBN 978-4-06-513375-0 |
| 6                  | 2018年12月14日   | ISBN 978-4-06-514473-2 |
| 7                  | 2019年5月17日    | ISBN 978-4-06-516316-0 |
| 8                  | 2019年11月17日   | ISBN 978-4-06-518243-7 |
| 9                  | 2020年5月17日    | ISBN 978-4-06-519943-5 |
| 10                 | 2020年11月16日   | ISBN 978-4-06-521651-4 |

### 漫畫
| 集數 | 講談社         | 講談社                 | 尖端出版       | 尖端出版               |
| 集數 | 發售日期       | ISBN                   | 發售日期       | ISBN                   |
| ---- | -------------- | ---------------------- | -------------- | ---------------------- |
| 1    | 2013年11月22日 | ISBN 978-4-06-387939-1 | 2017年3月10日  | ISBN 978-957-10-7241-8 |
| 2    | 2014年6月23日  | ISBN 978-4-06-387979-7 | 2017年3月10日  | ISBN 978-957-10-7242-5 |
| 3    | 2014年11月21日 | ISBN 978-4-06-388012-0 | 2017年3月17日  | ISBN 978-957-10-7330-9 |
| 4    | 2015年6月23日  | ISBN 978-4-06-388063-2 | 2017年4月28日  | ISBN 978-957-10-7376-7 |
| 5    | 2016年1月22日  | ISBN 978-4-06-388110-3 | 2017年5月31日  | ISBN 978-957-10-7434-4 |
| 6    | 2016年6月23日  | ISBN 978-4-06-388145-5 | 2017年6月23日  | ISBN 978-957-10-7503-7 |
| 7    | 2016年11月22日 | ISBN 978-4-06-388212-4 | 2017年7月31日  | ISBN 978-957-10-7621-8 |
| 8    | 2017年3月23日  | ISBN 978-4-06-388242-1 | 2017年8月29日  | ISBN 978-957-10-7615-7 |
| 9    | 2017年8月23日  | ISBN 978-4-06-388283-4 | 2018年6月29日  | ISBN 978-957-10-8071-0 |
| 10   | 2018年2月23日  | ISBN 978-4-06-510950-2 | 2022年12月21日 | ISBN 978-626-33-8816-1 |
| 11   | 2018年8月23日  | ISBN 978-4-06-512327-0 |                |                        |
| 12   | 2019年1月23日  | ISBN 978-4-06-514208-0 |                |                        |
| 13   | 2019年7月23日  | ISBN 978-4-06-516361-0 |                |                        |
| 14   | 2020年3月23日  | ISBN 978-4-06-518805-7 |                |                        |
| 15   | 2020年9月23日  | ISBN 978-4-06-520726-0 |                |                        |
| 16   | 2021年2月22日  | ISBN 978-4-06-522272-0 |                |                        |

## 外部連結
- （日語） 最前線 星海社FICTIONS 邊緣行動官方網站 （页面存档备份，存于）